# Hünstetten
Hünstetten is een gemeente in de Duitse deelstaat Hessen, en maakt deel uit van de Rheingau-Taunus-Kreis.
Hünstetten telt 10.452 inwoners.

## Kernen
|  | Kern              | Inwonertal |
|  | ----------------- | ---------- |
|  | Bechtheim         | 937        |
|  | Beuerbach         | 1.176      |
|  | Görsroth          | 1.248      |
|  | Kesselbach        | 778        |
|  | Ketternschwalbach | 489        |
|  | Limbach           | 751        |
|  | Oberlibbach       | 619        |
|  | Strinz-Trinitatis | 1.026      |
|  | Wallbach          | 1.068      |
|  | Wallrabenstein    | 2.126      |

Aarbergen ·
Bad Schwalbach ·
Eltville am Rhein ·
Geisenheim ·
Heidenrod ·
Hohenstein ·
Hünstetten ·
Idstein ·
Kiedrich ·
Lorch ·
Niedernhausen ·
Oestrich-Winkel ·
Rüdesheim am Rhein ·
Schlangenbad ·
Taunusstein ·
Waldems ·
Walluf